# Península de Muravyov-Amursky
A Península de Muravyov-Amursky (em russo:  Полуостров Муравьёва-Амурского) é uma península localizada no golfo de Pedro, O Grande, que o divide entre a baía de Amur no oeste e a baía de Ussuri a leste. Possui aproximadamente 30 km de comprimento e 12 km de largura.

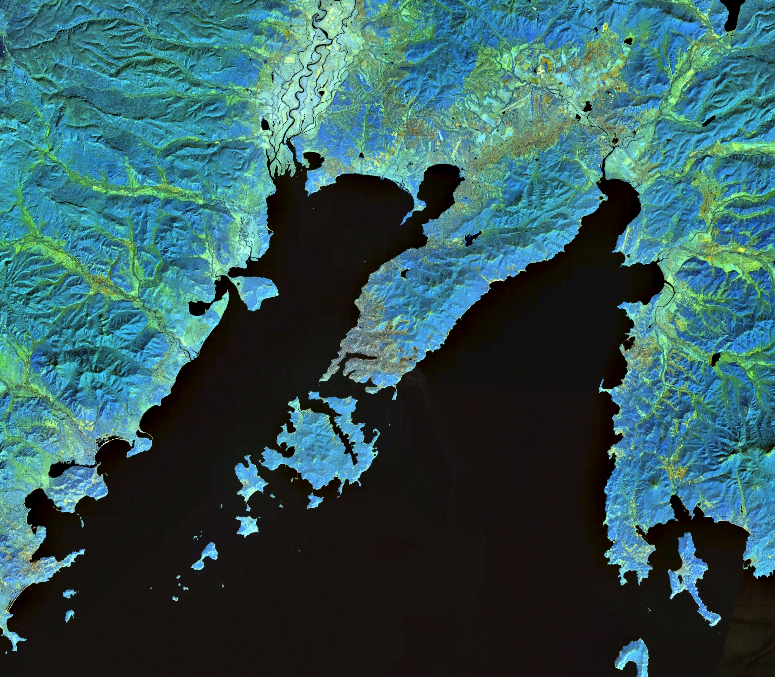
Vista da península, com as baías de Amur (oeste), a Península de Muravyov-Amursky e a baía de Ussuri (leste)

Nomeada em homenagem a Nikolay Muravyov-Amursky,a península é a região onde se concentra a cidade de Vladivostok. O estreito chamado Bósforo Oriental separa a cidade e a península da Ilha Russky.